# Georg Weinhold

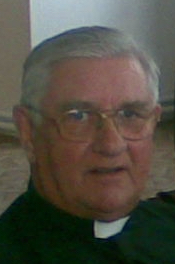
Georg Weinhold, 2008

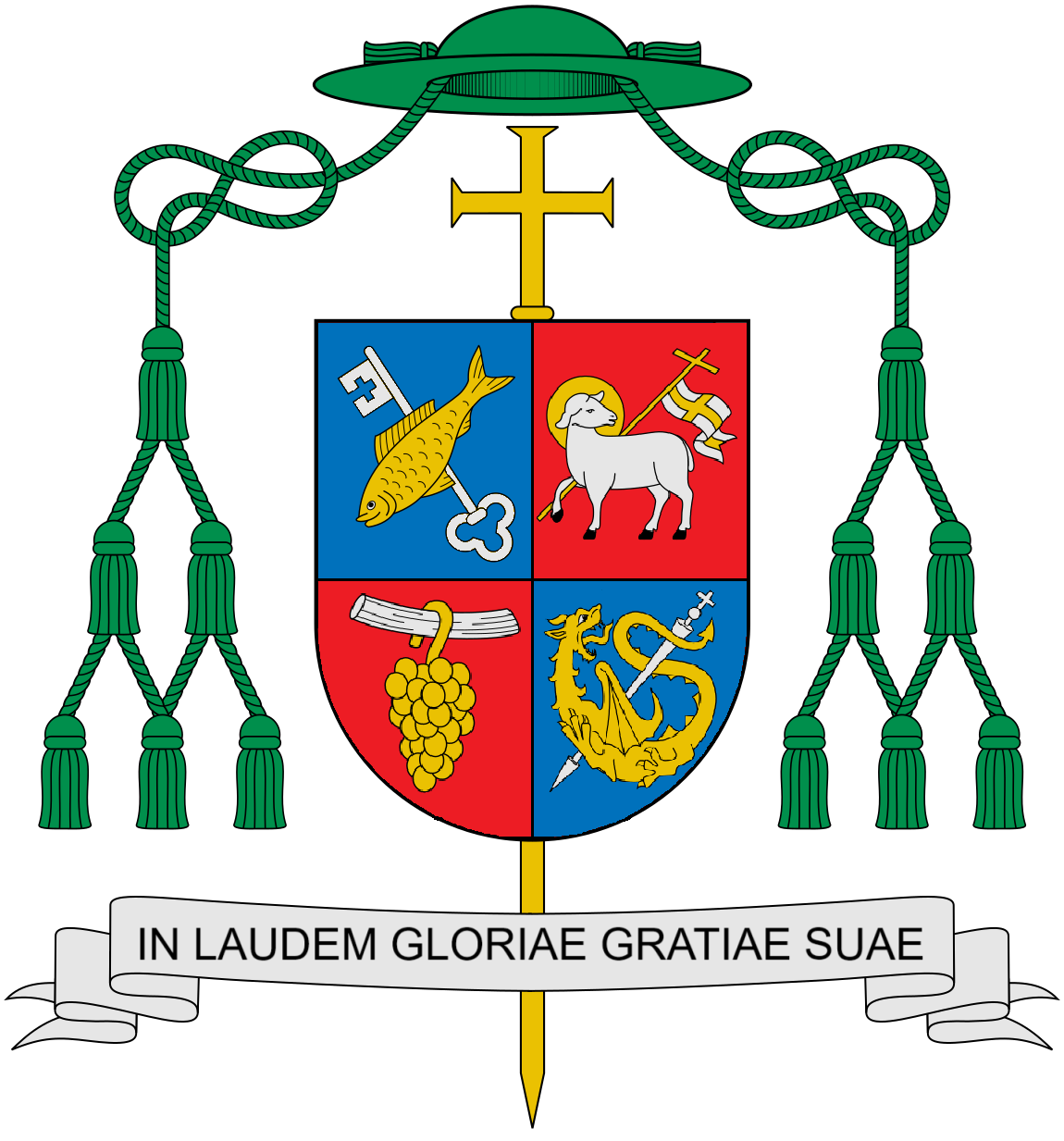
Bischöfliches Wappen

Georg Weinhold (* 28. November 1934 in Zittau; † 10. Oktober 2013 in Dresden) war Weihbischof im Bistum Dresden-Meißen. Er war der erste Weihbischof des Bistums Meißen seit der Reformation.

## Leben
Nach dem Studium der Katholischen Theologie in Erfurt und Neuzelle empfing Weinhold am 19. Dezember 1959 im Bautzener Dom für das Bistum Meißen durch Bischof Otto Spülbeck das Sakrament der Priesterweihe. Anschließend war er ab 1960 in Kamenz und ab 1965 in Leipzig-Connewitz Kaplan. 1968 wurde er zunächst Pfarrvikar und ab 1971 Pfarrer in Dippoldiswalde. Im selben Jahr berief ihn Bischof Gerhard Schaffran als Ordinariatsrat in die Bistumsverwaltung.

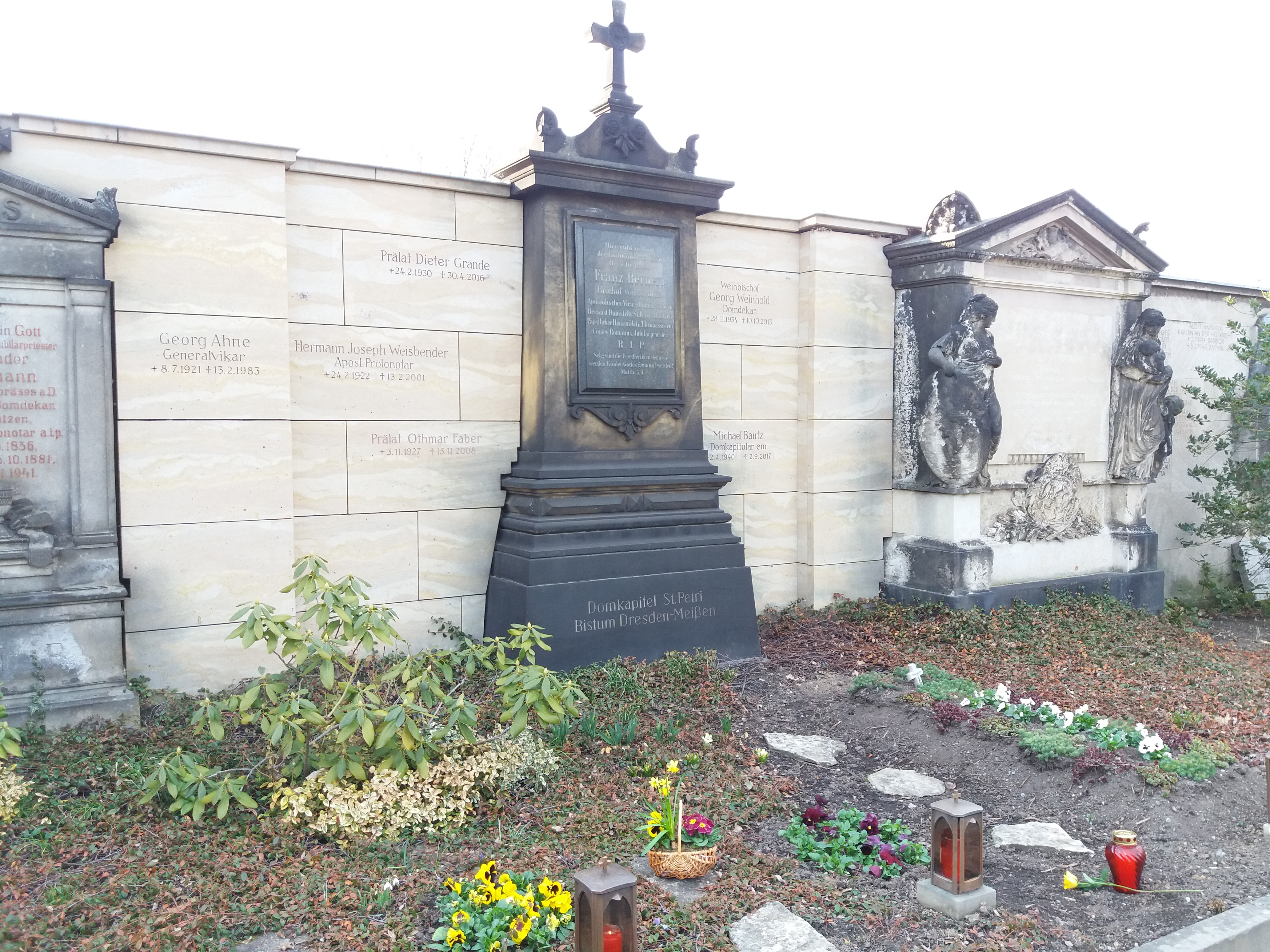
Grabstätte Georg Weinhold, Domkapitularsgruft Alter Katholischer Friedhof (Dresden)

Papst Paul VI. ernannte ihn am 5. Juli 1973 zum Titularbischof von Idicra und zum Weihbischof im Bistum Meißen (später in Bistum Dresden-Meißen umbenannt). Aus diesem Anlass wählte er den Wahlspruch In laudem gloriae gratiae suae („Zum Lob seiner herrlichen Gnade“) aus dem Epheserbrief (Eph 1,6 ). Die Bischofsweihe spendete ihm Gerhard Schaffran am 8. September desselben Jahres und berief ihn zum Bischofsvikar. Mitkonsekratoren waren Bischof Bernhard Huhn, Apostolischer Administrator in Görlitz, und Johannes Kleineidam, Weihbischof im Bistum Berlin. 1976 wurde er zum Domkapitular ernannt. 1990 wählte ihn das Domkapitel St. Petri in Dresden zum Domdekan. Bischof Joachim Reinelt übertrug ihm 1997 zugleich das Amt des Generalvikars im Bistum Dresden-Meißen, in welchem er Prälat Georg Hanke folgte und das er bis 2004 innehatte. In der Deutschen Bischofskonferenz war er Mitglied der Kommission IV, „Geistliche Berufe und kirchliche Dienste“.
Am 22. August 2008 nahm Papst Benedikt XVI. Weinholds aus gesundheitlichen Gründen vorgebrachtes Rücktrittsgesuch an. Georg Weinhold war zum Zeitpunkt seiner Emeritierung mit 35 Amtsjahren weltweit dienstältester Weihbischof der römisch-katholischen Kirche.

## Schriften
- Georg Weinhold (Herausgeber): Eine Kirche – zwei Völker: Deutsche und sorbische Quellentexte zur Geschichte des Bistums Dresden-Meißen, Band 3: 1945 bis 1970. St. Benno Verlag, Leipzig, 2013, ISBN 978-3-7462-3669-8; Domowina-Verlag, Bautzen, 2013, ISBN 978-3-7420-2248-6.